# Bernard Nicod SA

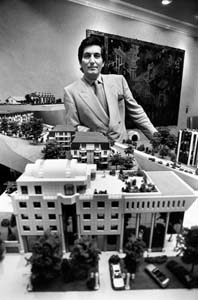
Erling Mandelmann: Bernard Nicod (1989)

Die Bernard Nicod SA mit Sitz in Lausanne ist ein Schweizer Immobilien- und Bauunternehmen. Ihre Geschäftsaktivitäten umfassen die Vermittlung, Vermietung, Verwaltung, Kauf und Verkauf sowie als Generalunternehmer den Bau von Immobilien in der französischsprachigen Schweiz. Das 1977 durch Bernard Nicod ursprünglich als Immobilienmakler gegründete Unternehmen erwirtschaftete 2006 mit rund 1'600 Mitarbeitern einen Umsatz von 490 Millionen Schweizer Franken.